# Jamie Moyer
Pour les articles homonymes, voir Moyer.
Jamie Moyer (né le 18 novembre 1962 à Sellersville, Pennsylvanie, États-Unis) est un ancien lanceur gaucher de baseball.
Il évolue dans la Ligue majeure de baseball de 1986 à 2010 avant de conclure sa carrière en 2012 à l'âge de 49 ans.
Il compte une sélection au match des étoiles (2003) et a remporté la Série mondiale 2008 avec les Phillies de Philadelphie. 
Au moment de son dernier match joué en mai 2012, le gaucher qui a commencé sa carrière dans les majeures en 1986 était le meneur parmi les lanceurs en activité pour les victoires, le nombre de départs, les manches lancées et les retraits sur des prises, en plus d'être à 49 ans le joueur le plus âgé de la ligue. Il est le lanceur le plus âgé à avoir remporté une victoire dans le baseball majeur.

## Carrière
Joueur des Hawks de l'université Saint-Joseph de Philadelphie, Jamie Moyer est sélectionné par les Cubs de Chicago au 6e tour du repêchage amateur de 1984.
Il fait ses débuts dans les ligues majeures avec les Cubs le 16 juin 1986 contre Philadelphie. Opposé au vétéran Steve Carlton, il remporte sa première victoire dans les grandes ligues.
Après la saison 1988, Moyer fait partie des neuf joueurs impliqués dans une transaction entre les Rangers du Texas et les Cubs de Chicago. Dans cet échange, le voltigeur étoile Rafael Palmeiro, Jamie Moyer et un autre lanceur gaucher, Drew Hall, passent aux Rangers en échange de six joueurs, dont le lanceur de relève Mitch Williams.
Le séjour de Moyer avec l'équipe texane sera peu fructueux. Il passe la majorité de la saison 1989 sur la liste des joueurs blessés, et en 1990 il perd temporairement sa place dans la rotation de partants de l'équipe et doit lancer en relève. À l'issue de la saison 1990, il signe comme joueur autonome un contrat avec les Cardinals de Saint-Louis. Il effectuera sept départs avec les Cards avant d'être rétrogradé aux ligues mineures le 24 mai. Le 14 octobre, il est libéré par Saint-Louis.
En 1992, Moyer est invité au camp d'entraînement de sa première équipe, les Cubs, mais n'est pas sélectionné dans l'équipe. Il passe toute la saison dans les rangs mineurs, dans l'organisation des Tigers de Detroit. Le 16 décembre 1992, il signe comme agent libre avec les Orioles de Baltimore. Il commence la saison 1993 dans les mineures mais fait son retour dans les majeures le 30 mai. Il établit cette saison-là un nouveau sommet personnel de 12 victoires, mais montre en revanche sa moyenne de points mérités en carrière, à 3,43. Il lancera pour les Orioles jusqu'en 1995, année où il alterne entre la rotation de partants et l'enclos de relève. Libéré par Baltimore en le 22 décembre 1995, Moyer voit son contrat racheté par les Red Sox de Boston.

### Mariners de Seattle
Jamie Moyer commence la saison 1996 en relève avec les Red Sox, mais effectue quand même sept départs. Le 30 juin, Boston l'échange à Seattle en retour du voltigeur Darren Bragg. La fiche de Moyer avec les Red Sox était de 7-1. Avec les Mariners, il effectue 11 départs, remporte 6 victoires et ne subit que deux défaites. Avec un dossier de 13-3 en 1996, il conserve le pourcentage victoires-défaites le plus élevé de tous les lanceurs du baseball majeur.
En 1997, il termine 5e pour les victoires chez les lanceurs de la Ligue américaine, avec une fiche de 17-5. Il fait ses débuts en séries éliminatoires contre son ancienne équipe, les Orioles de Baltimore, mais doit déclarer forfait en cours de rencontre en raison de douleurs à l'épaule.
En 1998, il conserve un dossier de 15-9. Au cours de cette saison, il remporte sa 100e victoire en carrière contre Cleveland, le 27 août. Dans le même match, il enregistre son 1000e retrait au bâton.
En 1999, sa fiche est de 14-8. Il est le lanceur partant pour le premier match de l'histoire du Safeco Field, le nouveau domicile des Mariners.
En 2000, il ajoute 13 gains à sa fiche malgré une blessure à l'épaule. En séries d'après-saisons, une blessure à un genou l'empêche de participer à la Série de championnat de la Ligue américaine de baseball, où les Mariners s'inclinent devant les Yankees de New York.

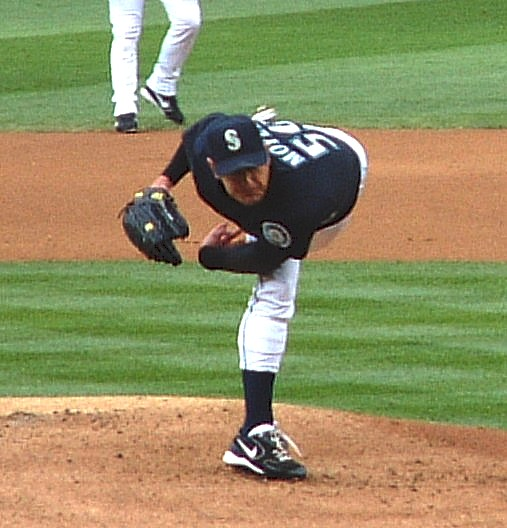
Moyer sous les couleurs des Mariners

En 2001, il lance une première saison de 20 victoires en carrière (contre seulement 6 revers), ce qui le place à égalité au second rang à ce chapitre dans l'Américaine. Sa moyenne de points mérités (3,43) est la 6e meilleure du circuit. Il devient le 2e lanceur de l'histoire des Mariners à connaître une saison de 20 victoires, après Randy Johnson. Seattle établit cette saison-là un sommet de 116 victoires. En éliminatoires, Moyer remporte 3 victoires en autant de décisions et sa moyenne de points mérités n'est que de 1,89. Il gagne les matchs #2 et #5 de la Série de division contre les Indians, et remporte le match #3 de la Série de championnat contre les Yankees -série que les Mariners perdront cependant en cinq parties.
En 2002, la fiche de Moyer est de 13-8 et établit un nouveau record personnel avec une moyenne de points mérités de 3,32.
En 2003, il abaisse encore sa moyenne de points mérités, à 3,27, et établit un sommet personnel de 21 victoires (contre 7 défaites). À 40 ans, il est invité pour la première fois au match des étoiles.
En 2004, il présente une fiche perdante (7-13) pour la première fois depuis 1994.
Le 30 mai 2005, Jamie Moyer devance Randy Johnson et devient le lanceur ayant remporté le plus de matchs dans l'histoire de la franchise des Mariners de Seattle. Le 8 juin, il devient le 25e lanceur gaucher du baseball à atteindre le cap des 200 gains. Le 18 juin, il devient le 33e lanceur des majeures à entreprendre 500 matchs au monticule. Il termine la saison avec un dossier gagnant de 13-7.
En onze saisons à Seattle, Moyer a conservé un dossier de 145-87 avec une moyenne de points mérités de 3,97 en 324 parties, dont 323 départs. Il est l'actuel meneur de l'histoire de la franchise pour le nombre de départs, de manches lancées et de victoires.

### Phillies de Philadelphie

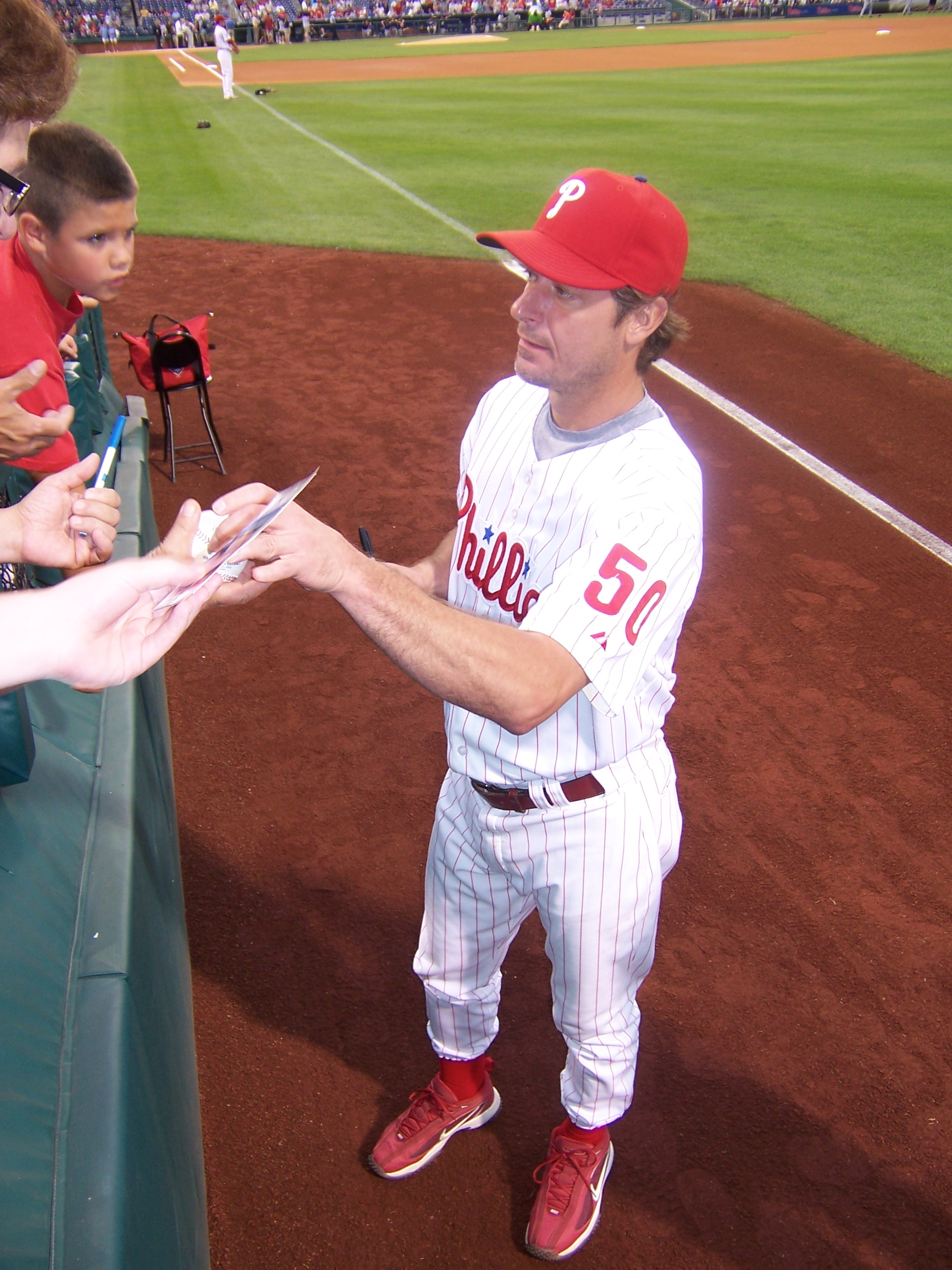
Moyer avec les Phillies

Le 19 août 2006, Jamie Moyer passe aux Phillies de Philadelphie en retour de deux joueurs des ligues mineures, Andrew Barb et Andy Baldwin. Présentant un dossier de 6-12 jusque-là en 2006 avec les Mariners de Seattle, il se ressaisit à Philadelphie où il conserve une fiche de 5-2 en huit départs. Il remporte son premier départ, devenant le lanceur le plus âgé à enregistrer une victoire dans l'uniforme des Phillies. À l'issue de la saison, l'équipe lui accorde une prolongation de contrat de 2 ans.
En 2007, il remporte 14 victoires avec les Phillies, mais subit 12 défaites. Le 13 avril, il est opposé au vétéran Tom Glavine, 41 ans, des Mets de New York. Moyer et Glavine deviennent le duo de lanceurs partants le plus âgé à s'affronter dans un match du baseball majeur. Ensemble, ils totalisaient à ce moment 85 années et 163 jours. Cette marque sera battue quelques semaines plus tard, le 9 mai plus précisément, alors que Moyer fait face à Randy Johnson, 43 ans, lors d'un match contre les Diamondbacks de l'Arizona. Ensemble, ils totalisent 88 années et 48 jours. Moyer remportera la victoire.
Dans le match du 13 avril 2007 contre New York, Jamie Moyer enregistre son 2000e retrait au bâton.
En 2008, Jamie Moyer est officiellement le joueur en activité le plus âgé des majeures, à la suite de l'annonce de la retraite de Julio Franco. Le 30 avril, il devient le joueur le plus âgé de l'histoire des Phillies à frapper un coup sûr. Le 26 mai, il bat les Rockies du Colorado pour devenir le 6e lanceur seulement à avoir battu chacune des 30 équipes des ligues majeures.
Moyer termine 2008 avec un dossier de 16-7 -son plus haut total de victoires depuis 2003- et une moyenne de points mérités de 3,71. 
Le 4 octobre 2008, il est le partant des Phillies dans un match de Série de division contre Milwaukee. À 45 ans et 321 jours, il devient le 2e lanceur le plus âgé de l'histoire à entamer un match éliminatoire, après Jack Quinn, qui était âgé de 46 ans et 103 jours lorsqu'il fut le partant des Athletics de Philadelphie en Série mondiale le 12 octobre 1929. Le 25 octobre, Moyer est le partant des Phillies dans le troisième match de la finale contre les Rays de Tampa Bay. Il n'est pas le lanceur de décision dans cette partie mais savoure quelques jours plus tard la conquête de la Série mondiale 2008 avec Philadelphie.
En 2009, il fait un bref séjour dans l'enclos de relève. En 31 parties jouées, dont 25 départs et six sorties en relève, sa fiche victoires-défaites est de 12-10 avec une moyenne de 4,94.
Moyer termine la saison 2010 avec 9 victoires et 9 défaites en 19 départs. Il abaisse sa moyenne à 4,84. Contrairement à la saison précédente, il n'est pas affecté à l'enclos de relève. En signant un blanchissage le 7 mai 2010 face aux Braves d'Atlanta, Jamie Moyer devient le premier lanceur de l'histoire à réussir une telle performance sur quatre décennies (années 1980, années 1990, années 2000 et années 2010). En outre, à 47 ans et 170 jours, Moyer est le lanceur le plus âgé à réussir un blanchissage. Le record était jusque-là tenu par Phil Niekro (46 ans et 188 jours). Il joue son dernier match pour les Phillies le 20 juillet 2010 après quoi il doit subir une opération de type Tommy John pour reconstruire son coude gauche.
En 2009 et 2010, Moyer n'a pas joué en séries éliminatoires avec Philadelphie. Il devient agent libre le 28 octobre 2010.

### Rockies du Colorado
Sans contrat, Moyer s'entraîne néanmoins en 2011 à un site d'entraînement des Phillies en Floride en prévision d'un retour. Il est absent du jeu pendant la saison 2011 des Ligues majeures de baseball.
Le 18 janvier 2012, il signe un contrat des ligues mineures avec les Rockies du Colorado. Le lanceur de 49 ans est invité au camp d'entraînement de l'équipe. Le 30 mars, Moyer est confirmé comme le lanceur partant numéro 2 des Rockies pour la saison 2012. À 49 ans et 140 jours lorsque la saison des Rockies s'ouvre le 6 avril, Moyer est le lanceur partant le plus âgé à faire partie de l'effectif d'une équipe des majeures au premier jour de la saison. Il est le troisième lanceur le plus âgé dans cette situation après deux lanceurs de relève : Hoyt Wilhelm (49 ans et 350 jours) avec les Dodgers de 1972 et Jack Quinn (49 ans, 310 jours) avec les Reds de 1933.
Moyer, qui n'avait pas lancé dans un match des majeures depuis le 20 juillet 2010, fait son entrée avec les Rockies le 7 avril 2012, mais encaisse une défaite face aux Astros de Houston.
Le 17 avril 2012, il devient à 49 ans et 151 jours le lanceur le plus âgé à être crédité d'une victoire dans les majeures, lorsque les Rockies gagnent 5-3 à Denver sur les Padres de San Diego. À ses 10 premiers départs, Moyer présente une moyenne de points mérités de 5,70 avec deux victoires et cinq défaites. Le 30 mai, il perd son poste dans la rotation de partants des Rockies et est libéré par l'équipe.

### Orioles de Baltimore
Quelques jours après avoir été libéré par les Rockies, Moyer signe un contrat des ligues mineures avec les Orioles de Baltimore et est assigné au club-école de Norfolk. À sa demande, il est libéré de son contrat le 23 juin sans avoir été rappelé de Norfolk.

### Blue Jays de Toronto
Le 26 juin 2012, Moyer signe un contrat avec les Blue Jays de Toronto. Le 5 juillet, il est libéré par les Blue Jays après deux départs difficiles avec le club-école de Las Vegas.